# Pietro Guglielmi
Pietro Guglielmi (Tocco da Casauria, ... – L'Aquila, 1346) è stato un vescovo cattolico italiano.

## Biografia
Nato a Tocco da Casauria, dopo il trasferimento del vescovo Angelo Acciaiuoli alla diocesi di Firenze, nel luglio 1343 papa Clemente VI lo nominò vescovo dell'Aquila. Morì dopo appena tre anni di episcopato, nel 1346, forse a causa della peste nera e fu seppellito nella cattedrale cittadina.